# Canalsatellite analogique
Canalsatellite analogique era una piattaforma televisiva francese che trasmetteva con la televisione analogica satellitare, lanciata da Canal+ il 14 novembre 1992 e sostituita il 30 settembre 1998 dalla piattaforma della televisione digitale satellitare Canalsatellite numérique, che aveva iniziato le trasmissioni nel 1996.
I suoi canali, visibili attraverso il decoder Syster, erano:
- Eurosport (ex TV Sport)
- MCM
- Canal J
- Planète Cable
- Ciné Cinéma
- Ciné cinéfil
- TMC Monte Carlo
- Paris Première
- LCI